# تشو دوان
تشو دوان هي لاعبة جمباز فني صينية، ولدت في القرن العشرين.